# Joe Wizan
Joe Wizan (* 7. Januar 1935 in Monterrey, Nuevo León, Mexiko; † 21. März 2011 in Westlake Village, Kalifornien) war ein US-amerikanischer Filmproduzent.

## Leben und Wirken
Geboren in Mexiko, wuchs Wizan im kalifornischen Los Angeles auf. Er begann ein Studium an der UCLA und diente in der Army National Guard.
Wizan begann seine Karriere im Filmgeschäft als Talent Agent in den 1950er Jahren. In den 1970er Jahren wandte er sich der Produktion insbesondere von Kinofilmen zu und unter seiner Mitwirkung entstanden bis 2001 insgesamt 32 Filme der verschiedensten Genres. Die meiste Zeit seiner Karriere agierte Wizan als unabhängiger Produzent, 1970 hatte er sein eigenes Unternehmen gegründet.
Wizan war für die Verfilmung mehrerer literarischer Vorlagen verantwortlich, so etwa zweier Werke von James Patterson.
1983 wurde er zum Präsidenten der 20th Century Fox Productions ernannt und blieb für 18 Monate in der Position tätig. Er verließ das Filmstudio vor Beendigung eines Drei-Jahres-Vertrages laut eigener Aussage auf Grund erheblicher Differenzen in der Frage, welche Projekte produziert und verwirklicht werden sollten.
In den 1990er Jahren war er der Gastgeber einer Talk Show des Radiosenders KRLA in Los Angeles. Diese von ihm ins Leben gerufene Sendung mit dem  anfänglichen Titel Inside the Movies, später in The A-List umbenannt, beschäftigte sich mit der Filmindustrie und konnte zahlreiche Schauspieler, Drehbuchautoren und anderen in der Filmindustrie tätige Persönlichkeiten als Gäste begrüßen.
Für den 1972 inszenierten Film Jeremiah Johnson wurde im Jahr darauf das gesamte Filmteam bei den Western Heritage Awards mit dem Bronze Wrangler ausgezeichnet. Für die Produktion Zwei vom gleichen Schlag war Wizan 1984 für die Goldene Himbeere nominiert.
Wizan war verheiratet und Vater zweier Kinder.

## Filmografie (Auswahl)
Als Filmproduzent
- 1972: Jeremiah Johnson
- 1972: Die Professionals (Prime Cut)
- 1972: Junior Bonner
- 1974: König Ballermann (99 and 44/100% Dead)
- 1977: Audrey Rose – das Mädchen aus dem Jenseits (Audrey Rose)
- 1979: Eine Welt ohne Ton (Voices)
- 1983: Zwei vom gleichen Schlag (Two of a Kind)
- 1984: Bitte nicht heute nacht! (Unfaithfully Yours)
- 1986: Der stählerne Adler (Iron Eagle)
- 1986: Archie und Harry – Sie können’s nicht lassen (Tough Guys)
- 1988: Kid Glove’s Last Fight (Split Decisions)
- 1988: Spellbinder – Ein teuflischer Plan (Spellbinder)
- 1990: Das Kindermädchen (The Guardian)
- 1993: Feuer am Himmel (Fire in the Sky)
- 1993: Walter & Frank – Ein schräges Paar (Wrestling Ernest Hemingway)
- 1996: Dunston – Allein im Hotel (Dunston Checks In)
- 1997: … denn zum Küssen sind sie da (Kiss the Girls)
- 1999: Versiegelt mit einem Kuss (Sealed with a Kiss, Fernsehfilm)
- 2001: Im Netz der Spinne (Along Came a Spider)